# کنترل نفس (ترانه)
«کنترل نفس» (به انگلیسی: Self Control) ترانه‌ای از راف، خواننده ایتالیایی است که سال ۱۹۸۴ منتشر شد. این ترانه همان سال توسط لورا برانیگن نیز بازخوانی و به عنوان دومین آهنگ آلبوم کنترل نفس منتشر شد. هردو نسخه با اقبال فراوان روبرو شدند و ترانه به یکی از نمادهای موسیقی دهه ۱۹۸۰ تبدیل شد.

## نسخه لورا برانیگن
این ترانه همان سال توسط لورا برانیگن نیز بازخوانی و به عنوان دومین آهنگ آلبوم کنترل نفس منتشر شد.

## نسخه اینفرنال
در سال ۲۰۰۶ گروه دنس دانمارکی اینفرنال، آهنگ اعتماد به نفس را بازخوانی کردند که در تاریخ ۲۴ اکتبر ۲۰۰۶ منتشر شد.